# Katastrofa budowlana na Wzgórzu Partyzantów
Katastrofa budowlana na Wzgórzu Partyzantów – zawalenie się kamiennej bariery pod naporem ludzi w środę 10 maja 1967 roku na kamiennej estakadzie wrocławskiego Wzgórza Partyzantów. Wydarzenie miało miejsce podczas obchodów Żakinady, święta studenckiego.  W wyniku katastrofy zmarł 18-letni mężczyzna, a ponad 20 osób odniosło obrażenia, w tym niektórzy bardzo poważne. 

## Przebieg
W roku 1967 Wzgórze Partyzantów było centrum obchodzonych corocznie juwenaliów, tam też zaplanowano kulminację obchodów z udziałem przewodniczącego wrocławskiej rady narodowej Bolesława Iwaszkiewicza. Kilka minut po godzinie 18:00 na tarasie budowli ławka z widzami wypchnęła kamienną balustradę, której fragment spadł na osoby stojące kilka metrów niżej. Kamienne bloki spadając wybiły wyrwę w schodach i osunęły się do podziemi budowli. Ofiarami było ponad dwadzieścia osób, wszystkie w młodym i bardzo młodym wieku. Wśród doznanych przez nie obrażeń przeważały uszkodzenia czaszki, złamane kości i krwiaki. W szpitalu przy ul. Traugutta w powypadkową noc przeprowadzono 9 operacji trepanacji czaszki. Około północy zmarł 18-letni uczeń technikum budowlanego Zdzisław Jasiński, jedyna śmiertelna ofiara katastrofy. Rano po pomoc medyczną zgłosiła się studentka, która niezauważona przeleżała noc na Wzgórzu Partyzantów ze wstrząśnieniem mózgu.

## Następstwa
Imprezę przerwano natychmiast na znak żałoby. Po katastrofie zamknięto wzgórze na kilka lat. Organizator imprezy, Zrzeszenie Studentów Polskich, za wypadek winił władze miasta, które zmusiły ZSP, by obchody przeprowadzić na Wzgórzu. Powołano komisję do zbadania wypadku, która ustaliła bezpośrednią przyczynę katastrofy: było nią przeciążenie balustrady i nadmierny tłok w miejscu zdarzenia.